# جنینسون پیاسنتینی دی کاردا
جنینسون پیاسنتینی دی کاردا (به پرتغالی: Genison Piacentini de Quadra) مدافع اهل برزیل است که در شهر کریسیوما و در تاریخ ۱۴ اکتبر ۱۹۸۸ به دنیا آمده‌است.
جنینسون پیاسنتینی دی کاردا در تیم‌های فوتبال Criciúma سابقهٔ حضور دارد.